# Riksantikvaren
Riksantikvaren – direktoratet for kulturminneforvaltning er en norsk statslig forvaltning for kulturminder og kulturmiljøer som er underlagt Miljøverndepartementet.

## Historie
Arbejdet med at varetage Norges nationale kulturmindesmærker blev formaliseret af lovgivning i begyndelsen af 1900-tallet. Lov om fortidslevn kom i 1905 og Bygningsfredningsloven kom i 1920. I 1912 blev Riksantikvaren oprettet som et selvstændigt embede.
Miljøverndepartementet blev oprettet i 1972 og fik også ansvar for beskyttelsen af kulturminder. I 1978 trådte Lov om kulturminder (Kulturminneloven) i kraft. Denne erstattede Lov om fortidslevninger og Lov om bygningsfredning.
Riksantikvaren fik direktoratstatus 1. juli 1988 og fik samtidig delegeret det overordnede, faglige ansvar for kulturmindeforvaltningen. Dette indebærer at Riksantikvaren har forvaltende, koordinerende og iværksættende funktioner og derudover fungerer som faglig rådgiver og sagsforbereder for Miljøverndepartementet.

## Organisation
- Kulturmindeafdelingen
- Udviklingsafdelingen
- Informationsafdelingen
- Organisationsafdelingen
- Planafdelingen

## Riksantikvarer i Norge
- 1912–1913 Herman Major Schirmer
- 1913–1946 Harry Fett
- 1946–1958 Arne Nygård-Nilssen
- 1958–1977 Roar Hauglid
- 1978–1991 Stephan Tschudi-Madsen
- 1991–1997 Øivind Lunde (orlovfra 13. september 1995)
- 1997–2009 Nils Marstein (konstitueret fra 13. september 1995)
- 2009–2018 Jørn Holme
- 2018 - Hanna Geiran